# Ratsapotheke Danzig

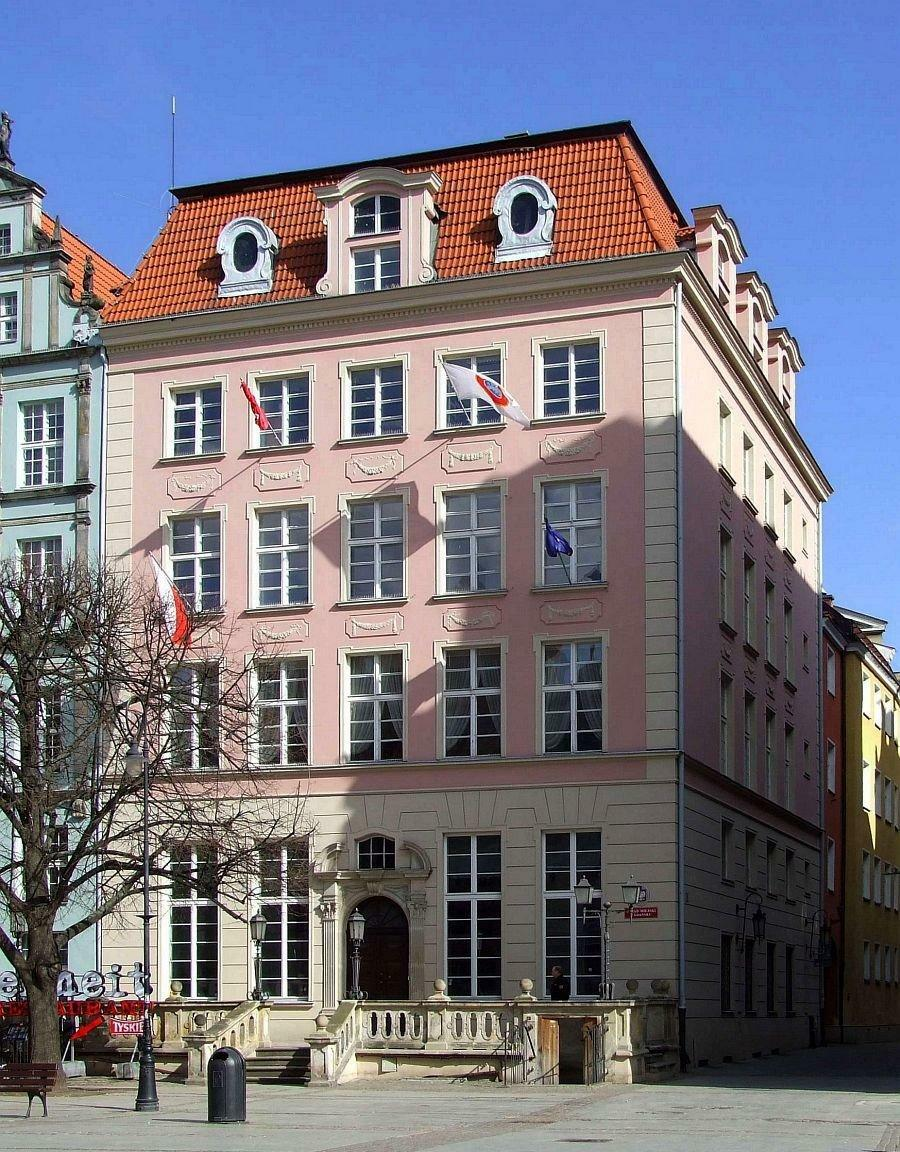
Rekonstruiertes Haus Langer Markt 39

Die Ratsapotheke war eine Apotheke in Danzig vom 16. Jahrhundert bis 1945.

## Lage
Im 16. Jahrhundert befand sich die Ratsapotheke am Kohlenmarkt. 1600 wurde sie an den Schnüffelmarkt (Jopengasse, jetzt ul. Piwna 37) verlegt, 1828 zum Langen Markt 497 (jetzt Długi Targ 39), einige Häuser östlich des Artushofes.

## Geschichte
Bereits zur Zeit des Deutschen Ordens im 14. Jahrhundert gab es wahrscheinlich eine Ratsapotheke. Die ersten sicheren Nachrichten sind aus der Zeit um 1526 erhalten, als der zweite Bürgermeister Georg Zimmermann auch diese Apotheke betrieb. 1527 wurde ein neues Privileg für die Apotheke durch König Sigismund I. von Polen ausgestellt, das offenbar mindestens bis in das 19. Jahrhundert gültig war. Die Apotheke war im Besitz des Rates. Sie wurde jeweils an einen Betreiber zur Pacht gegeben und war nicht vererbbar. Noch 1806 galt dieser Zustand wahrscheinlich. 1837 wurde Friedrich David Lichtenberg am neuen Standort am Langen Markt dann als Eigentümer bezeichnet.
Die Apotheke bestand bis 1944 und wurde dann zerstört. In den 1950er/1960er Jahren wurde das Gebäude nach dem historischen Vorbild wieder aufgebaut.
2020 befindet sich darin ein städtisches Kulturinstitut (Instytut Kultury Mieskiej).

## Persönlichkeiten
Leiter der Apotheke
- Georg Zimmermann, 1508/25–1526
- Johann Sommerfeldt, 1529–1532
- Johann Seifert, 1533–1539
- Jörgen Möller, 1540–1551

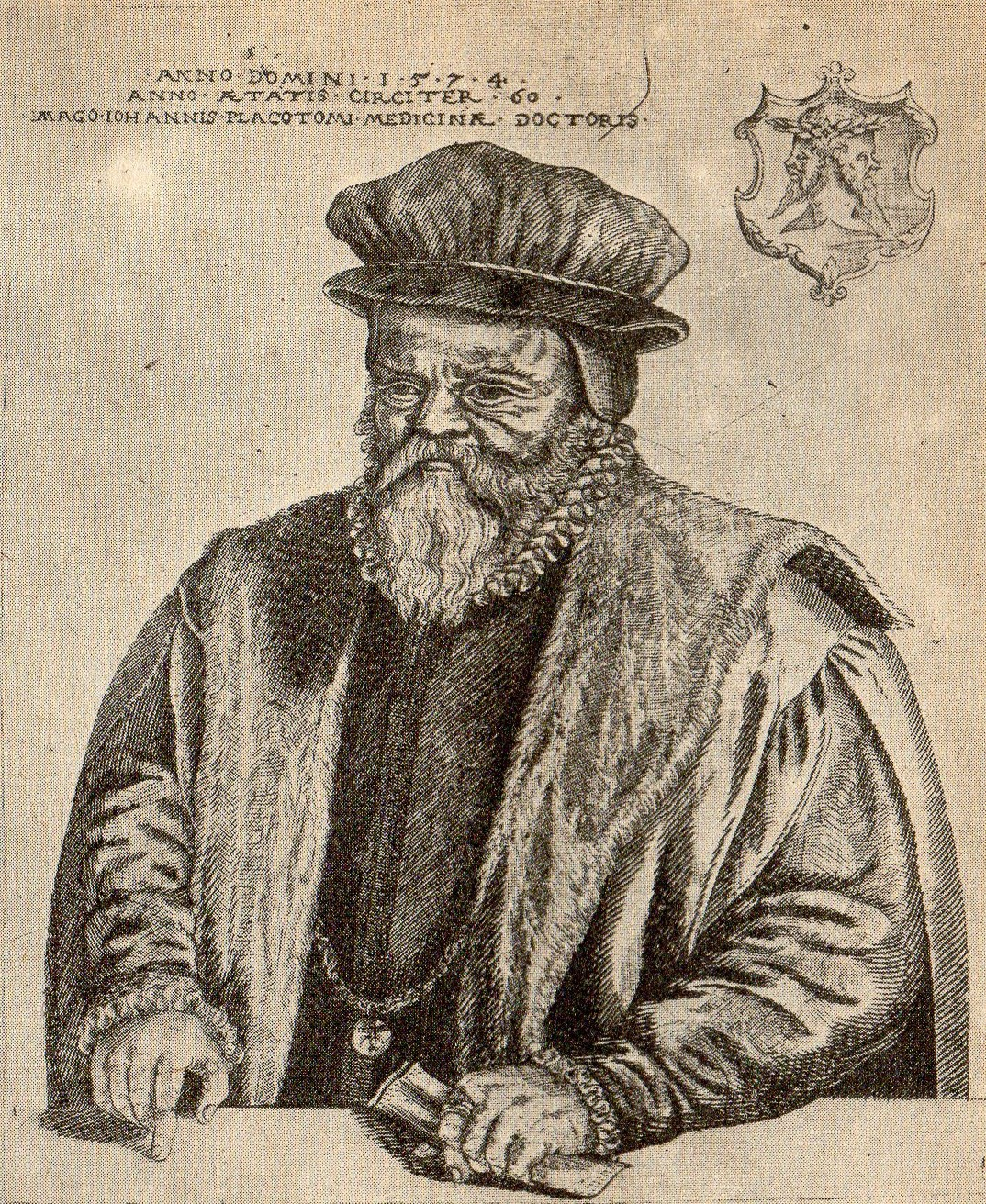
Johann Placotomus

- Johann Placotomus (Brettschneider), 1553–1554
- Andreas Peltzer, 1556–1566
- Johann Placotomus, 1566–1577
- Heinrich Heyll, 1577–1606

- Barthold Wichers, 1748–1764
- Johann Alexander Hevelcke, 1765–1805
- Friedrich David Lichtenberg, 1806–1837
- Johann Wilhelm Grunau, 1837–1843
- Johann Julius Hartwig, 1843–1859
- Wilhelm Hoffmann, 1859–1862
- Eduard Gustav Körner, 1862–1867
- Samuel Louis Boltzmann, 1867–1883
- Ernst Kornstaedt, 1883–1917
- Karl Bräunig und Ewald Riemann, 1917–1928
- Ewald Riemann und Erben Bräunig, 1928–1940
- Erben, 1940–1945

Mitarbeiter
- Martin Heinrich Klaproth, 1771 kurz als Lehrling
- Wilhelm Rose, 1811, als Lehrling aus Berlin